# Río Ardila Bajo
Río Ardila Bajo este o arie protejată (arie specială de conservare — SAC, sit de importanță comunitară — SCI) din Spania întinsă pe o suprafață de 964,82 ha, integral pe uscat.

## Localizare
Centrul sitului Río Ardila Bajo este situat la coordonatele 38°14′23″N 6°52′02″W / 38.239722°N 6.867222°V.

## Înființare
Situl Río Ardila Bajo a fost declarat sit de importanță comunitară în decembrie 1997 pentru a proteja 42 de specii de animale. Situl a fost protejat și ca arie specială de conservare în mai 2015.

## Biodiversitate
Situată în ecoregiunea mediteraneană, aria protejată conține 6 habitate naturale: Păduri de Quercus ilex și Quercus rotundifolia, Galerii de Salix alba și de Populus alba, Dehesas cu Quercus spp. perene, Tufărișuri termo-mediteraneene și de pre-deșert, Galerii și tufărișuri riverane sudice (Nerio-Tamaricetea și Securinegion tinctoriae), Pseudostepă cu ierburi și specii anuale de Thero-Brachypodietea.
La baza desemnării sitului se află mai multe specii protejate:
- păsări (32): pescăruș albastru (Alcedo atthis), rață mare (Anas platyrhynchos), fâsă de luncă (Anthus pratensis), lăstunul mare (Apus apus), stârc cenușiu (Ardea cinerea), Bubulcus ibis, barză albă (Ciconia ciconia), porumbel gulerat (Columba palumbus), lăstun de casă (Delichon urbica), egretă mică (Egretta garzetta), măcăleandru (Erithacus rubecula), Hippolais polyglotta, rândunică roșcată (Hirundo daurica), rândunică (Hirundo rustica), sfrâncioc cu cap roșu (Lanius senator), pescăruș râzător (Larus ridibundus), privighetoare (Luscinia megarhynchos), prigoare (Merops apiaster), gaia neagră (Milvus migrans), gaia roșie (Milvus milvus), codobatură galbenă (Motacilla alba), grangur (Oriolus oriolus), cormoran mare (Phalacrocorax carbo), pitulice de munte (Phylloscopus collybita), turturică (Streptopelia turtur), silvie cu cap negru (Sylvia atricapilla), silvie roșcată (Sylvia cantillans), corcodel mic (Tachybaptus ruficollis), fluierarul de zăvoi (Tringa ochropus), sturz-cântător (Turdus philomelos), pupăză (Upupa epops), nagâț (Vanellus vanellus)
- amfibieni (1): Discoglossus galganoi
- mamifere (1): vidră de râu (Lutra lutra)
- nevertebrate (2): Coenagrion mercuriale, fluturele auriu (Euphydryas aurinia)
- pești (4): Cobitis paludica, Luciobarbus comizo, Pseudochondrostoma willkommii, Rutilus alburnoides
- reptile (2): țestoasa de baltă (Emys orbicularis), Mauremys leprosa

Pe lângă speciile protejate, pe teritoriul sitului au mai fost identificate 14 specii de plante, 1 specie de păsări, 12 specii de amfibieni, 11 specii de mamifere, 1 specie de nevertebrate, 8 specii de pești, 17 specii de reptile.